# كلية إدارة الأعمال (فرنسا) في قطر
كلية إدارة الأعمال (فرنسا) في قطر في قطر هو حرم جامعي تم نقله من المدرسة العليا للتجارة (فرنسا) ويقع في الدوحة، عاصمة قطر. الكلية هي نتيجة لاتفاقية بين المدرسة العليا للتجارة، وهي مدرسة أعمال فرنسية رائدة، ومؤسسة قطر، وهي منظمة غير ربحية أنشأها أمير قطر الشيخ حامد بن خليفة آل ثاني عام 1995، وزوجته الشيخة موزة بنت ناصر.
تقدم المدرسة دورات مختلفة: ماجستير في إدارة الأعمال التنفيذية، ماجستير سبيسياليسي، برامج مفتوحة، برنامج مصمم خصيصًا. يتوفر ماجستير في الابتكار وريادة الأعمال عبر الإنترنت بنسبة 100٪، وذلك بفضل الشراكة مع كورسيرا.

## وصلات خارجية
- HEC Paris in Qatar